# Heteroconis striata
Heteroconis striata är en insektsart som beskrevs av Tim R. New 1990. Heteroconis striata ingår i släktet Heteroconis och familjen vaxsländor. Inga underarter finns listade i Catalogue of Life.